# Richard Hely-Hutchison (6e comte de Donoughmore)
Richard Walter John Hely Hutchinson 6e comte de Donoughmore (en)  (2 mars 1875 - 19 octobre 1948), vicomte Suirdale jusqu'en 1900, est un pair irlandais et homme politique conservateur. Il est sous-secrétaire d'État à la guerre sous Arthur Balfour, entre 1903 et 1905 et grand-maitre de la Grande Loge d'Irlande de 1913 à sa mort.

## Jeunesse et éducation
Richard Hely-Hutchison est le fils de John Hely-Hutchinson (5e comte de Donoughmore), et Frances Stephens, fille du général William Frazer Stephens. Il fait des études à Eton. En novembre 1901, il est promu au grade de capitaine du 3e bataillon, du  Royal Irish Regiment,  il en démissionne en janvier.

## Carrière politique
Richard Hely-Hutchison succéde à son père au comté en 1900 et siège à la Chambre des lords. Il est sous-secrétaire d'État à la Guerre de 1903 à 1905 au sein de l'administration unioniste dirigée par Arthur Balfour. À partir de 1911, il est président des comités de la Chambre des lords. Il a été élu grand maître de la Grande Loge d'Irlande en 1913, poste qu'il occupe jusqu'à sa mort. En 1916, il fait partie de la Commission d'enquête sur la Mésopotamie. Il est fait chevalier de l'ordre de Saint-Patrick en 1916 et assermenté du Conseil privé en 1918 En juin 1920, il est l'un des trois candidats au poste de gouverneur général de l'Australie présenté au premier ministre australien Billy Hughes, aux côtés de Lord Forster et du général Seely.
En 1921, Richard Hely-Hutchison est élu l'un des quinze pairs du Royaume résidant dans le Sud (élus par une circonscription de tous les pairs de l'Irlande du Sud) comme membre du sénat de l'Irlande du Sud en vertu de la loi de 1920 sur le gouvernement de l'Irlande en 1921, mais il est boycotté par les nationalistes irlandais. Il n'assiste pas à sa première réunion. En 1929, il préside le Comité des pouvoirs des ministres à la suite de l'ouvrage controversé du vicomte Hewart, The New Despotism, dans lequel Hewart affirmait que l’État de droit en Grande-Bretagne est compromis par l'exécutif aux dépens du pouvoir législatif et des tribunaux. Le livre est très controversé et soumis à la commission. Le rapport a rejeté les arguments de Hewart.
En 1927, il dirige également la Commission Donoughmore qui recommande une nouvelle façon de gouverner Ceylan (aujourd'hui le Sri Lanka), introduisant le suffrage universel et essayant d'impliquer équitablement chaque groupe ethnique.

## Famille
Richard Hely-Hutchison épouse Elena Maria Grace, fille de Michael P. Grace, le 21 décembre 1901, à l'église St. Michael, à Chester Square. Elle meurt le 22 février 1944. Richard Hely-Hutchison  meurt en octobre 1948, à l'âge de 73 ans. Son fils, John Hely-Hutchinson, septième comte de Donoughmore lui succède au comté.